# Ingomar Weiler

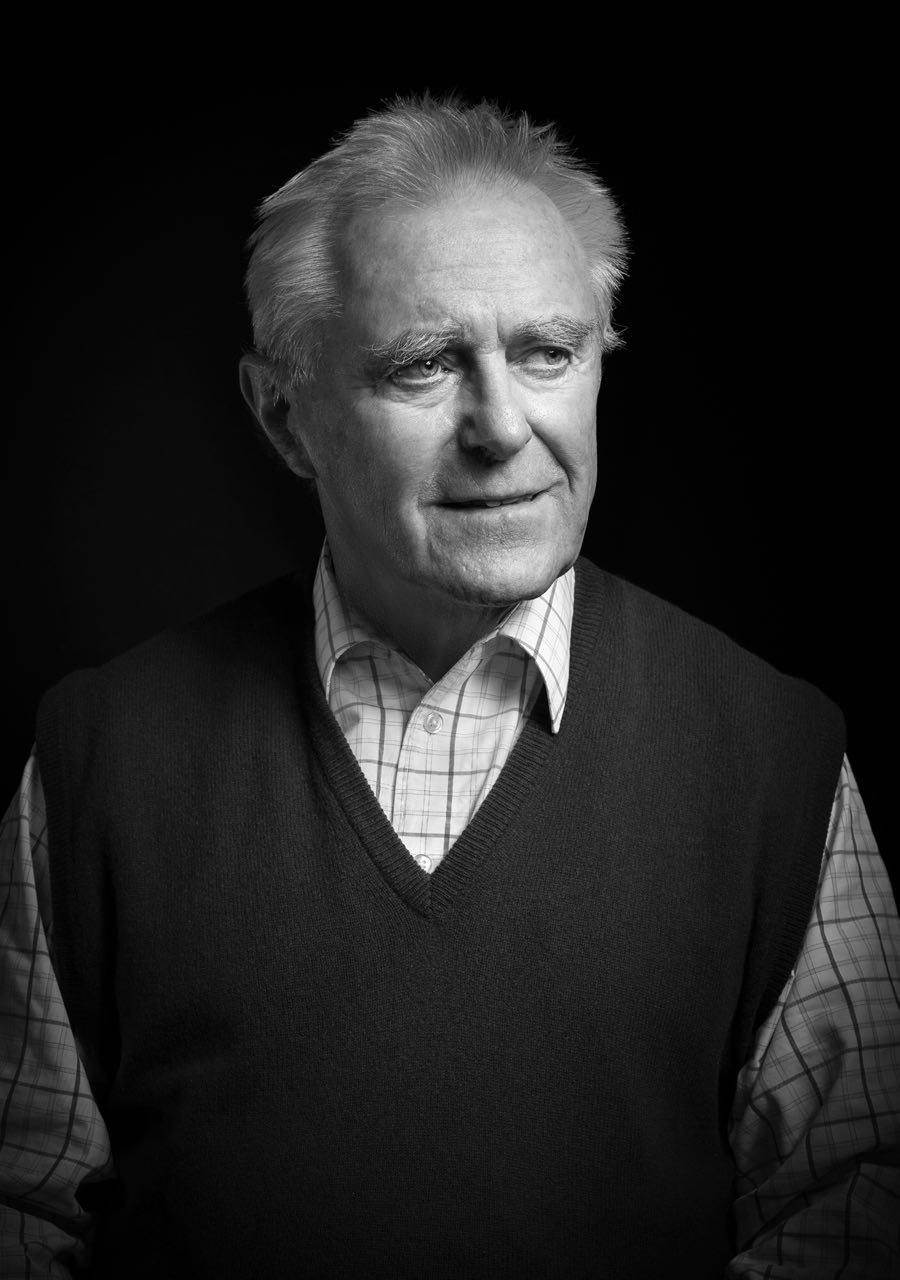
Ingomar Weiler (2019)

Ingomar Weiler (* 28. April 1938 in Treglwang, Steiermark; † 25. Oktober 2023) war ein österreichischer Althistoriker und Hochschullehrer.

Ingomar Weiler absolvierte die Lehrerbildungsanstalt in Salzburg. Das anschließende Lehramtsstudium in Geschichte und Leibeserziehung an der Universität Graz schloss er 1962 mit einer Promotion bei Erich Swoboda über Pannonien in diokletianischer Zeit ab. Danach arbeitete Weiler als Assistent am Institut für Alte Geschichte der Universität Innsbruck. Im Jahre 1969 folgte ein einjähriger Forschungsaufenthalt am Center for Hellenic Studies an der Harvard University.
Weiler habilitierte sich 1972 in Innsbruck zum Thema Der Agon im Mythos. Zur Einstellung der Griechen zum Wettkampf. Im Jahr 1976 nahm er den Ruf als ordentlicher Professor an die Universität Graz an, an deren Institut für Alte Geschichte und Altertumskunde er bis zu seiner Emeritierung im März 2002 als Lehrstuhlinhaber wirkte. Einen zwischenzeitlichen Ruf an die Universität Innsbruck als Nachfolger von Franz Hampl lehnte er 1981 ab. Im Jahr 2007 wurde ihm die Ehrendoktorwürde der Universität Mainz verliehen.
In seinen Forschungen verband Weiler den Sport mit dem Themenkomplex Alter Geschichte. Zu diesem Schwerpunkt zählen vor allem die Probleme um den Ursprung des Sports, die Olympia-Kritik, das Zuschauerverhalten sowie didaktische Aufgaben. Daneben beschäftigte er sich mit dem Problem der Sklavenfreilassung. Er veröffentlichte das Studienbuch Grundzüge der politischen Geschichte des Altertums (1990).
Ingomar Weiler starb im Oktober 2023.

## Schriften (Auswahl)
Monografien
- Die Gegenwart der Antike. Ausgewählte Schriften zu Geschichte, Kultur und Rezeption des Altertums. Wissenschaftliche Buchgesellschaft, Darmstadt 2004, ISBN 3-534-18115-8.
- Die Beendigung des Sklavenstatus im Altertum. Ein Beitrag zur vergleichenden Sozialgeschichte (= Forschungen zur antiken Sklaverei. Bd. 36). Steiner-Verlag, Stuttgart 2004, ISBN 3-515-08208-5.
- Der Sport bei den Völkern der alten Welt. Eine Einführung. Wissenschaftliche Buchgesellschaft, Darmstadt 1981, ISBN 3-534-07056-9 (2., durchgesehene Auflage. (= WB-Forum. Bd. 6). ebenda 1988).
- Griechische Geschichte. Einführung, Quellenkunde, Bibliographie. Wissenschaftliche Buchgesellschaft, Darmstadt 1976, ISBN 3-534-06358-9 (2., durchgesehene und erweiterte Auflage. ebenda 1988).
- Grundbegriffe und Persönlichkeiten der Geschichte der Leibesübungen (= Studientexte zur Leibeserziehung. Bd. 15). Inn-Verlag, Innsbruck 1975, ISBN 3-85123-025-6.
- Der Agon im Mythos. Zur Einstellung der Griechen zum Wettkampf (= Impulse der Forschung. Bd. 16). Wissenschaftliche Buchgesellschaft, Darmstadt 1974, ISBN 3-534-06821-1 (Zugleich: Innsbruck, Univ., Philos. Fak., Habil.-Schr. 1971).

Herausgeberschaften
- Grundzüge der politischen Geschichte des Altertums. Böhlau, Wien u. a. 1990, ISBN 3-205-05335-4 (2., verbesserte Auflage. ebenda 1995, ISBN 3-205-98357-2).
- Soziale Randgruppen und Außenseiter im Altertum. Referate vom „Symposion Soziale Randgruppen und Antike Sozialpolitik“ in Graz (21. bis 23. September 1987). Leykam, Graz 1988, ISBN 3-7011-7211-0.